# Mevagissey
Koordinaten: 50° 16′ N, 4° 47′ W

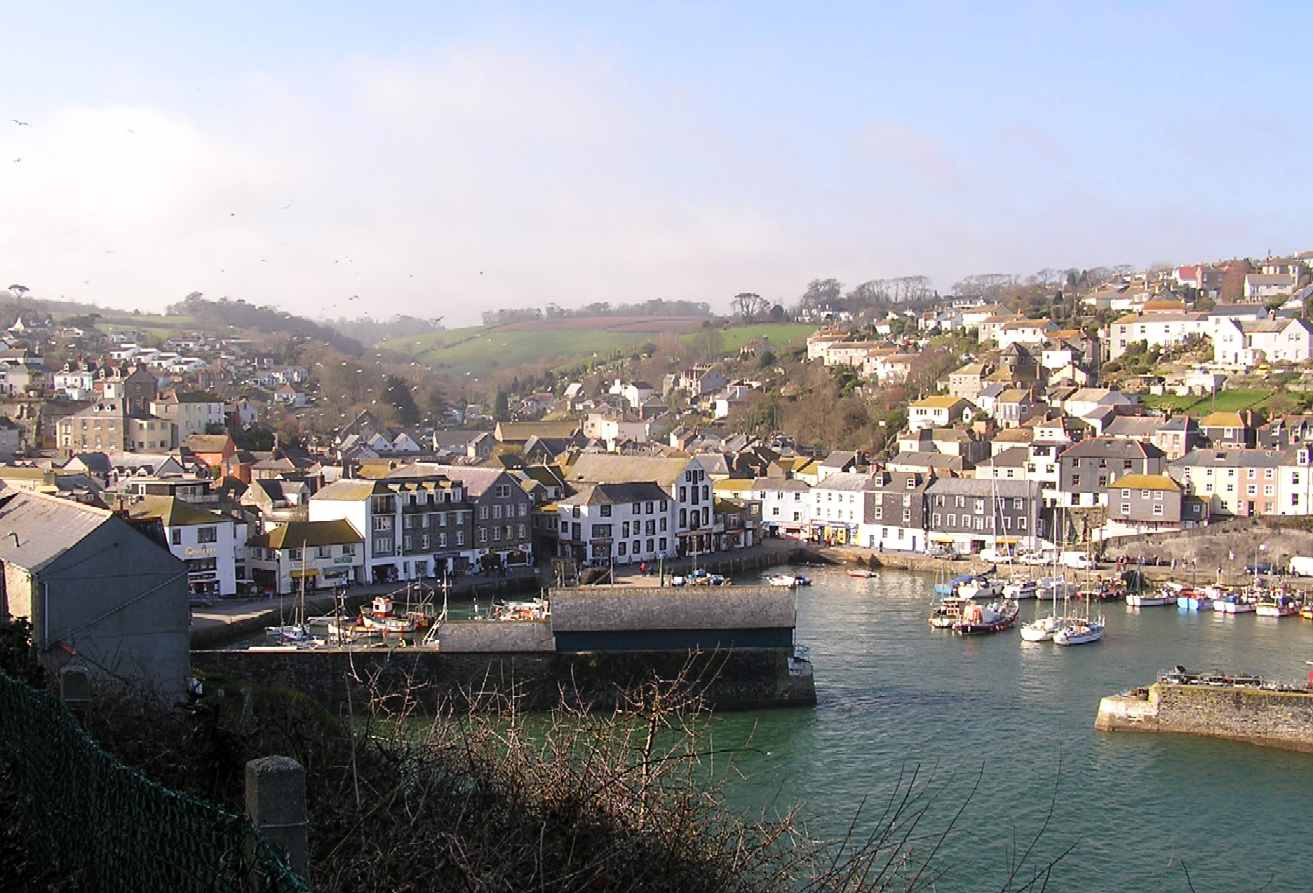
Der Hafen von Mevagissey

Mevagissey (Kornisch: Lannvorek) ist ein großes englisches Fischerdorf an der Südküste der Grafschaft Cornwall. Es liegt ca. 6 Meilen südlich von St Austell in der Mevagissey-Bucht. Obwohl der Fischfang noch immer einen wichtigen Erwerbszweig bildet, ist in den vergangenen Jahren der Tourismus die Haupteinnahmequelle Mevagisseys geworden.
Mevagissey liegt in einem kleinen Tal, das sich ostwärts zum Ärmelkanal öffnet. Der alte Ortskern wird durch seine schmalen, malerischen Gassen und durch den alten Hafen charakterisiert. Diese bilden die Hauptattraktion für den Tourismus. Weitere Anziehungspunkte sind der westlich von Mevagissey gelegene botanische Garten The Lost Gardens of Heligan und eine Modelleisenbahnausstellung mit mehr als 2000 Exponaten.
In einem 1745 als Werft für Schmugglerfahrzeuge erbauten Gebäude befindet sich das Mevagissey Museum, das einen Einblick in das Alltagsleben früherer Zeiten ermöglicht. Gezeigt werden unter anderem historische Fotografien aus dem 19. und 20. Jahrhundert sowie verschiedenartige Ausstellungsstücke aus den Bereichen Haushalt, Landwirtschaft, Fischfang und Militär. (Geöffnet von Ostern bis Ende Oktober.)

## Dies und Das
- Der Name Mevagissey geht auf die ursprüngliche Ortsbezeichnung St. Meva and St. Issey zurück, die 1313 erstmals urkundlich erwähnt wurde. Archäologische Funde aus der Bronzezeit deuten allerdings darauf hin, dass es in Mevagissey bereits früher menschliche Ansiedlungen gab.
- Eine kleine Grünanlage in Mevagissey heißt im Volksmund „Hitler's Walk“ (Hitlers Spazierweg). Sie wurde so nach einem Gemeinderat aus den 1930er Jahren benannt, der seinen Spitznamen nach dem Diktator erhielt, weil er die im Hafen festgemachten Boote in einer übertrieben dienstbeflissenen Weise abschritt und inspizierte.
- Mevagissey diente der Autorin Susan Cooper als Vorlage für den Ort Trewissick, Schauplatz zweier Bände ihrer Jugendbuchserie „Wintersonnenwende“ (The Dark is Rising), nämlich Bevor die Flut kommt (1965) und Greenwitch (1974).[1]